# Lijst van Nederlandse ministers van Justitie
De Nederlandse minister van Justitie en Veiligheid staat aan het hoofd van het Nederlandse ministerie van Justitie en Veiligheid.

## Ministers van Justitie in de Bataafse en Franse tijd (1798–1810)
| Periode                                                | Minister | Minister                                              | Stroming   | Tijdens           | Benoeming en ontslag          |
| ------------------------------------------------------ | -------- | ----------------------------------------------------- | ---------- | ----------------- | ----------------------------- |
| Vanaf 1798: Agent van Justitie                         |          |                                                       |            |                   |                               |
| 1798                                                   |          | R.W. Tadama                                           | unitariër  | Uitvoerend Bewind | 12 maart 1798 26 oktober 1798 |
| 1799–1801                                              |          | J.E. Reuvens                                          | Moderaten  | Uitvoerend Bewind | 7 mei 1799 18 december 1801   |
| Vanaf 1801: Secretaris van Staat van Justitie          |          |                                                       |            |                   |                               |
| 1801–1802                                              |          | J.E. Reuvens                                          | Moderaten  | Staatsbewind      | 18 december 1801 1 maart 1802 |
| Vanaf 1806: Directeur-generaal van Justitie en Politie |          |                                                       |            |                   |                               |
| 1806–1805                                              |          | J.F.R. van Hooff (1755–1816)                          | Moderaten  | Schimmelpenninck  | 4 juli 1806 29 juli 1806      |
| Vanaf 1806: Minister van Justitie en Politie           |          |                                                       |            |                   |                               |
| 1806–1805                                              |          | J.F.R. van Hooff (1755–1816)                          | Moderaten  | Lodewijk Napoleon | 29 juli 1806 22 mei 1807      |
| 1807                                                   |          | M. baron van der Goes van Dirxland (a.i.) (1751–1826) | Patriotten | Lodewijk Napoleon | 8 mei 1807 tot 22 mei 1807    |
| 1807                                                   |          | J.J. Cambier (1756–1831)                              | Patriotten | Lodewijk Napoleon | 22 mei 1807 10 december 1807  |
| 1807–1809                                              |          | C.F. van Maanen (1769–1846)                           |            | Lodewijk Napoleon | 10 december 1807 27 mei 1809  |
| 1809                                                   |          | J.H. Appelius (a.i.) (1767–1828)                      | Patriotten | Lodewijk Napoleon | 11 april 1809 27 mei 1809     |
| 1809–1810                                              |          | A.W.J.J. baron van Hugenpoth tot Aerdt                |            | Lodewijk Napoleon | 27 mei 1809 31 december 1810  |

## Ministers van Justitie in het Koninkrijk der Nederlanden (1814–1848)
| Periode   | Minister  | Minister                                        | Stroming/partij | Koning                     | Benoeming en ontslag               |
| --------- | --------- | ----------------------------------------------- | --------------- | -------------------------- | ---------------------------------- |
| 1815–1830 |           | C.F. van Maanen (1769–1846)                     | Conservatief    | Willem I                   | 16 september 1815 3 september 1830 |
| 1830      |           | F.W.F.Th. baron van Pallandt (a.i.) (1772–1853) | Regeringsgezind | Willem I                   | 3 september 1830 5 oktober 1830    |
| 1830–1842 |           | C.F. van Maanen (1769–1846)                     | Conservatief    | Willem I                   | 5 oktober 1830 1 april 1842        |
| 1830–1842 | Willem II | C.F. van Maanen (1769–1846)                     | Conservatief    |                            | 5 oktober 1830 1 april 1842        |
| 1842–1844 |           | F.A. baron van Hall                             | Moderaten       | 1 april 1842 7 maart 1844  |                                    |
| 1844–1848 |           | M.W. de Jonge van Campensnieuwland              | Regeringsgezind | 7 maart 1844 19 maart 1848 |                                    |

## Bewindslieden sinds 1848
| Periode                                        | Minister                                     | Minister                                          | Partij                                     | Kabinet                                     | Benoeming en ontslag              |
| ---------------------------------------------- | -------------------------------------------- | ------------------------------------------------- | ------------------------------------------ | ------------------------------------------- | --------------------------------- |
| 1848–1849                                      |                                              | D. Donker Curtius (1792–1864)                     | Liberaal                                   | Kabinet-Schimmelpenninck                    | 19 maart 1848 4 juni 1849         |
| 1848–1849                                      | Kabinet-De Kempenaer-Donker Curtius          | D. Donker Curtius (1792–1864)                     | Liberaal                                   |                                             | 19 maart 1848 4 juni 1849         |
| 1849                                           |                                              | H.L. Wichers (1800–1853)                          |                                            | 4 juni 1849 1 november 1849                 |                                   |
| 1849                                           |                                              | L.A. Lightenvelt (wnd.) (1795–1873)               | Regeringsgezind                            | 25 augustus 1849 1 november 1849            |                                   |
| 1849–1852                                      |                                              | J.Th.H. Nedermeyer ridder van Rosenthal 1792–1857 | Pragmatisch liberaal                       | Kabinet-Thorbecke I                         | 1 november 1849 15 juli 1852      |
| 1852–1853                                      |                                              | M.P.H. Strens (1807–1875)                         | Pragmatisch liberaal                       | Kabinet-Thorbecke I                         | 15 juli 1852 19 april 1853        |
| 1853–1856                                      |                                              | D. Donker Curtius (1792–1864)                     | Liberaal                                   | Kabinet-Van Hall-Donker Curtius             | 19 april 1853 31 juli 1856        |
| 1856–1858                                      |                                              | J.J.L. van der Brugghen (1804–1863)               | antirevolutionair (christelijk-historisch) | Kabinet-Van der Brugghen                    | 1 juli 1856 18 maart 1858         |
| 1858–1860                                      |                                              | C.H.B. Boot (1813–1892)                           | Vrijzinnig                                 | Kabinet-Rochussen                           | 18 maart 1858 23 februari 1860    |
| 1860–1862                                      |                                              | M.H. Godefroi (1813–1882)                         | Pragmatisch-liberaal                       | Kabinet-Van Hall-Van Heemstra               | 9 maart 1860 1 februari 1862      |
| 1860–1862                                      | kabinet-Van Zuylen van Nijevelt-Van Heemstra | M.H. Godefroi (1813–1882)                         | Pragmatisch-liberaal                       |                                             | 9 maart 1860 1 februari 1862      |
| 1862–1866                                      |                                              | N. Olivier (1808–1869)                            | Liberaal                                   | Kabinet-Thorbecke II                        | 1 februari 1862 10 februari 1866  |
| 1866                                           |                                              | C.J. Pické (1831–1887)                            | Liberaal                                   | Kabinet-Fransen van de Putte                | 10 februari 1866 1 juni 1866      |
| 1866–1867                                      |                                              | E.J.H. Borret (1818–1867)                         | Conservatief                               | Kabinet-Van Zuylen van Nijevelt             | 1 juni 1866 10 november 1867      |
| 1867–1868                                      |                                              | J. Heemskerk Azn. (1818–1897)                     | Conservatief                               | Kabinet-Van Zuylen van Nijevelt             | 10 november 1867 4 januari 1868   |
| 1868                                           |                                              | W. Wintgens (1818–1895)                           | Conservatief-liberaal                      | Kabinet-Van Zuylen van Nijevelt             | 4 januari 1868 4 juni 1868        |
| 1868–1871                                      |                                              | F.G.R.H. van Lilaar (1823–1889)                   | Liberaal                                   | Kabinet-Van Bosse-Fock                      | 4 juni 1868 4 januari 1871        |
| 1871–1871                                      |                                              | J.A. Jolles (1814–1882)                           | Liberaal                                   | Kabinet-Thorbecke III                       | 4 januari 1871 5 juli 1872        |
| 1872–1874                                      |                                              | G. de Vries Azn. (1818–1900)                      | Liberaal                                   | Kabinet-De Vries-Fransen van de Putte       | 6 juli 1872 27 augustus 1874      |
| 1874–1877                                      |                                              | C.Th. graaf van Lynden van Sandenburg (1826–1885) | Conservatief                               | Kabinet-Heemskerk-Van Lynden van Sandenburg | 27 augustus 1874 3 november 1877  |
| 1877–1879                                      |                                              | H.J. Smidt (1831–1917)                            | Liberaal                                   | Kabinet-Kappeyne van de Coppello            | 3 november 1877 20 augustus 1879  |
| 1879–1883                                      |                                              | A.E.J. Modderman (1838–1885)                      | Liberaal                                   | Kabinet-Van Lynden van Sandenburg           | 20 augustus 1879 23 april 1883    |
| 1883–1888                                      |                                              | M.W. baron du Tour van Bellinchave (1835–1908)    | Conservatief                               | Kabinet-Heemskerk Azn.                      | 23 april 1883 21 april 1888       |
| 1888–1891                                      |                                              | G.L.M.H. Ruijs van Beerenbroek                    | Conservatief                               | Kabinet-Mackay                              | 21 april 1888 21 augustus 1891    |
| 1891–1894                                      |                                              | H.J. Smidt (1831–1917)                            | Liberaal                                   | Kabinet-Van Tienhoven                       | 21 augustus 1891 9 mei 1894       |
| 1894–1897                                      |                                              | W. van der Kaay (1831–1918)                       | Liberale Unie                              | Kabinet-Röell                               | 9 mei 1894 27 juli 1897           |
| 1897–1901                                      |                                              | P.W.A. Cort van der Linden (1846–1938)            | Liberaal                                   | Kabinet-Pierson                             | 27 juli 1897 1 augustus 1901      |
| 1901–1905                                      |                                              | J.A. Loeff (1858–1921)                            | RKSP                                       | Kabinet-Kuyper                              | 1 augustus 1901 17 augustus 1905  |
| 1905–1908                                      |                                              | E.E. van Raalte                                   | Liberale Unie                              | Kabinet-De Meester                          | 17 augustus 1905 12 februari 1908 |
| 1908–1910                                      |                                              | A.P.L. Nelissen (1851–1921)                       | RKSP                                       | Kabinet-Heemskerk                           | 12 februari 1908 11 mei 1910      |
| 1910                                           |                                              | Th. Heemskerk (a.i.) (1852–1932)                  | ARP                                        | Kabinet-Heemskerk                           | 11 mei 1910 7 juni 1910           |
| 1910–1913                                      |                                              | E.R.H. Regout (1863–1913)                         | RKSP                                       | Kabinet-Heemskerk                           | 7 juni 1910 18 januari 1913       |
| 1913                                           |                                              | Th. Heemskerk (a.i.) (1852–1932)                  | ARP                                        | Kabinet-Heemskerk                           | 18 januari 1913 29 augustus 1913  |
| 1913–1918                                      |                                              | B. Ort (1854–1927)                                | Liberaal                                   | Kabinet-Cort van der Linden                 | 29 augustus 1913 9 september 1918 |
| 1918–1925                                      |                                              | Th. Heemskerk (1852–1932)                         | ARP                                        | Kabinet-Ruijs de Beerenbrouck I             | 9 september 1918 4 augustus 1925  |
| 1918–1925                                      | Kabinet-Ruijs de Beerenbrouck II             | Th. Heemskerk (1852–1932)                         | ARP                                        |                                             | 9 september 1918 4 augustus 1925  |
| 1925–1926                                      |                                              | J. Schokking (1864–1941)                          | CHU                                        | Kabinet-Colijn I                            | 4 augustus 1925 8 maart 1926      |
| 1926–1933                                      |                                              | J. Donner (1891–1981)                             | ARP                                        | Kabinet-De Geer I                           | 8 maart 1926 26 mei 1933          |
| 1926–1933                                      | Kabinet-Ruijs de Beerenbrouck III            | J. Donner (1891–1981)                             | ARP                                        |                                             | 8 maart 1926 26 mei 1933          |
| 1933–1937                                      |                                              | J.R.H. van Schaik (1882–1962)                     | RKSP                                       | Kabinet-Colijn II                           | 26 mei 1933 24 juni 1937          |
| 1933–1937                                      | Kabinet-Colijn III                           | J.R.H. van Schaik (1882–1962)                     | RKSP                                       |                                             | 26 mei 1933 24 juni 1937          |
| 1937–1939                                      |                                              | C.M.J.F. Goseling (1891–1941)                     | RKSP                                       | Kabinet-Colijn IV                           | 24 juni 1937 25 juli 1939         |
| 1939                                           |                                              | J.A. de Visser (1883–1950)                        | CHU                                        | Kabinet-Colijn V                            | 25 juli 1939 10 augustus 1939     |
| 1939–1942                                      |                                              | P.S. Gerbrandy (1885–1961)                        | ARP                                        | Kabinet-De Geer II                          | 10 augustus 1939 21 februari 1942 |
| 1939–1942                                      | Kabinet-Gerbrandy I                          | P.S. Gerbrandy (1885–1961)                        | ARP                                        |                                             | 10 augustus 1939 21 februari 1942 |
| 1939–1942                                      | Kabinet-Gerbrandy II                         | P.S. Gerbrandy (1885–1961)                        | ARP                                        |                                             | 10 augustus 1939 21 februari 1942 |
| 1942–1944                                      |                                              | J.R.M. van Angeren (1894–1959)                    | RKSP                                       | 21 februari 1942 11 juli 1944               |                                   |
| 1944–1945                                      |                                              | G.J. van Heuven Goedhart                          | PvdA                                       | 12 juli 1944 23 februari 1945               |                                   |
| 1945                                           |                                              | P.S. Gerbrandy (a.i.) (1885–1961)                 | ARP                                        | Kabinet-Gerbrandy II                        | 23 februari 1945 25 juni 1945     |
| 1945–1946                                      |                                              | H.A.M.T. Kolfschoten (1903–1984)                  | KVP                                        | Kabinet-Schermerhorn-Drees                  | 24 juni 1945 3 juli 1946          |
| 1946–1948                                      |                                              | J.H. van Maarseveen (1894–1951)                   | KVP                                        | Kabinet-Beel I                              | 3 juli 1946 7 augustus 1948       |
| 1948–1950                                      |                                              | Th.R.J. Wijers (1891–1973)                        | KVP                                        | Kabinet-Drees-Van Schaik                    | 7 augustus 1948 15 mei 1950       |
| 1950                                           |                                              | J.H. van Maarseveen (a.i.) (1894–1951)            | KVP                                        | Kabinet-Drees-Van Schaik                    | 15 mei 1950 10 juli 1950          |
| 1950–1951                                      |                                              | A.A.M. Struycken (1906–1977)                      | KVP                                        | Kabinet-Drees-Van Schaik                    | 10 juli 1950 15 maart 1951        |
| 1951–1952                                      |                                              | H. Mulderije (1896–1970)                          | CHU                                        | Kabinet-Drees I                             | 15 maart 1951 2 september 1952    |
| 1952–1956                                      |                                              | L.A. Donker (1899–1956)                           | PvdA                                       | Kabinet-Drees II                            | 2 september 1952 4 februari 1956  |
| 1956                                           |                                              | L.J.M. Beel (a.i.) (1902–1977)                    | KVP                                        | Kabinet-Drees II                            | 4 februari 1956 15 februari 1956  |
| 1956                                           |                                              | J.C. van Oven (1881–1963)                         | PvdA                                       | Kabinet-Drees II                            | 15 februari 1956 13 oktober 1956  |
| 1958–1959                                      |                                              | I. Samkalden (1912–1995)                          | PvdA                                       | Kabinet-Drees III                           | 13 oktober 1956 22 december 1958  |
| 1958–1959                                      |                                              | A.A.M. Struycken (1906–1977)                      | KVP                                        | Kabinet-Beel II                             | 22 december 1958 19 mei 1959      |
| 1959–1963                                      |                                              | A.C.W. Beerman (1901–1967)                        | CHU                                        | Kabinet-De Quay                             | 19 mei 1959 24 juli 1963          |
| 1963–1965                                      |                                              | Y. Scholten (1918–1984)                           | CHU                                        | Kabinet-Marijnen                            | 24 juli 1963 14 april 1965        |
| 1965-1966                                      |                                              | I. Samkalden (1912–1995)                          | PvdA                                       | Kabinet-Cals                                | 14 april 1965 22 november 1966    |
| 1966–1967                                      |                                              | A.A.M. Struycken (1906–1977)                      | KVP                                        | Kabinet-Zijlstra                            | 22 november 1966 5 april 1967     |
| 1967–1971                                      |                                              | C.H.F. Polak (1909–1981)                          | VVD                                        | Kabinet-De Jong                             | 5 april 1967 6 juli 1971          |
| 1971–1977                                      |                                              | A.A.M. van Agt (1931–2024)                        | KVP                                        | Kabinet-Biesheuvel I                        | 6 juli 1971 8 september 1977      |
| 1971–1977                                      | Kabinet-Biesheuvel II                        | A.A.M. van Agt (1931–2024)                        | KVP                                        |                                             | 6 juli 1971 8 september 1977      |
| 1971–1977                                      | Kabinet-Den Uyl                              | A.A.M. van Agt (1931–2024)                        | KVP                                        |                                             | 6 juli 1971 8 september 1977      |
| 1977                                           |                                              | W.F. de Gaay Fortman (1911–1997)                  | ARP                                        | 8 september 1977 19 december 1977           |                                   |
| 1977–1982                                      |                                              | J. de Ruiter (1930–2015)                          | ARP, CDA                                   | Kabinet-Van Agt I                           | 19 december 1977 4 november 1982  |
| 1977–1982                                      | Kabinet-Van Agt II                           | J. de Ruiter (1930–2015)                          | ARP, CDA                                   |                                             | 19 december 1977 4 november 1982  |
| 1977–1982                                      | Kabinet-Van Agt III                          | J. de Ruiter (1930–2015)                          | ARP, CDA                                   |                                             | 19 december 1977 4 november 1982  |
| 1982–1989                                      |                                              | F. Korthals Altes (1931–2025)                     | VVD                                        | Kabinet-Lubbers I                           | 4 november 1982 7 november 1989   |
| 1982–1989                                      | Kabinet-Lubbers II                           | F. Korthals Altes (1931–2025)                     | VVD                                        |                                             | 4 november 1982 7 november 1989   |
| 1989–1994                                      |                                              | E.M.H. Hirsch Ballin (1950)                       | CDA                                        | Kabinet-Lubbers III                         | 7 november 1989 27 mei 1994       |
| 1994                                           |                                              | A. Kosto (1938)                                   | PvdA                                       | Kabinet-Lubbers III                         | 27 mei 1994 22 augustus 1994      |
| 1994–1998                                      |                                              | W. Sorgdrager (1948)                              | D66                                        | Kabinet-Kok I                               | 22 augustus 1994 3 augustus 1998  |
| 1998–2002                                      |                                              | A.H. Korthals                                     | VVD                                        | Kabinet-Kok II                              | 3 augustus 1998 22 juli 2002      |
| 2002–2006                                      |                                              | J.P.H. Donner (1948)                              | CDA                                        | Kabinet-Balkenende I                        | 22 juli 2002 21 september 2006    |
| 2002–2006                                      | Kabinet-Balkenende II                        | J.P.H. Donner (1948)                              | CDA                                        |                                             | 22 juli 2002 21 september 2006    |
| 2002–2006                                      | Kabinet-Balkenende III                       | J.P.H. Donner (1948)                              | CDA                                        |                                             | 22 juli 2002 21 september 2006    |
| 2006–2010                                      |                                              | E.M.H. Hirsch Ballin (1950)                       | CDA                                        | Kabinet-Balkenende IV                       | 22 september 2006 14 oktober 2010 |
| Vanaf 2010 Minister van Veiligheid en Justitie |                                              |                                                   |                                            |                                             |                                   |
| 2010–2015                                      |                                              | I.W. Opstelten (1944)                             | VVD                                        | Kabinet-Rutte I                             | 14 oktober 2010 9 maart 2015      |
| 2010–2015                                      | Kabinet-Rutte II                             | I.W. Opstelten (1944)                             | VVD                                        |                                             | 14 oktober 2010 9 maart 2015      |
| 2015–2017                                      |                                              | G.A. van der Steur (1969)                         | VVD                                        | 20 maart 2015 26 januari 2017               |                                   |
| 2017                                           |                                              | S.A. Blok (1964)                                  | VVD                                        | 27 januari 2017 26 oktober 2017             |                                   |
| Vanaf 2017 Minister van Justitie en Veiligheid |                                              |                                                   |                                            |                                             |                                   |
| 2017–2022                                      |                                              | F.B.J. Grapperhaus (1959)                         | CDA                                        | Kabinet-Rutte III                           | 26 oktober 2017 10 januari 2022   |
| 2022–2024                                      |                                              | D. Yeşilgöz-Zegerius (1977)                       | VVD                                        | Kabinet-Rutte IV                            | 10 januari 2022 2 juli 2024       |
| 2024–heden                                     |                                              | D. van Weel (1976)                                | VVD                                        | Kabinet-Schoof                              | 2 juli 2024                       |

Minister-president · Algemene Zaken · Asiel en Migratie · Binnenlandse Zaken en Koninkrijksrelaties · Buitenlandse Zaken · Defensie · Economische Zaken · Financiën · Infrastructuur en Waterstaat · Justitie · Klimaat en Groene Groei · Landbouw, Visserij, Voedselzekerheid en Natuur · Onderwijs, Cultuur en Wetenschap · Sociale Zaken en Werkgelegenheid · Volksgezondheid, Welzijn en Sport · Volkshuisvesting en Ruimtelijke Ordening · zonder portefeuille

Voormalige ministeries: 

Eredienst